# Brilliant Disguise
"Brilliant Disguise" je pjesma Brucea Springsteena s njegova albuma Tunnel of Love iz 1987. Objavljena je kao prvi singl s albuma, a zauzela je 5. mjesto na Billboardovoj ljestvici Hot 100 te vrh mainstream rock tracks ljestvice u SAD-u. Sljedeći singl, "Tunnel of Love", također je zauzela vrh potonje ljestvice, čime je Springsteen to ostvario dva puta za redom. Singl je imao manje komercijalnog uspjeha u drugim zemljama.

## Povijest
Kao i većina albuma Tunnel of Love, "Brilliant Disguise" je snimljena u Springsteenovu kućnom studiju zvanom Thrill Hill East, između siječnja i svibnja 1987. s nekoliko članova E Street Banda. Na ovoj pjesmi, Springsteen je svirao nekoliko instrumenata, a pratili su ga Roy Bittan na klavijaturama, Danny Federici na orguljama i Max Weinberg na bubnjevima.
Stihovi "Brilliant Disguise" predstavljaju ispovijed pjevačeve vlastite sumnje. Emocije izražene u pjesmi uključuju konfuziju, ljubomoru i napetost oko toga je li pjevačeva žena njemu postala stranac. Pjesma se bavi maskama koje ljudi nose i ogorčenošću koja se javlja kad shvate kakvo crnilo ponekad leži iza tih maski.
Tiha snaga pjesme postupno se pojačava u skladu sa stihovima. Pjevač se muči kako postupiti ispravno, ali to ne pomaže. Ne može vjerovati ni sebi ni ženi. Oboje se pitaju treba li nastaviti igrati uloge - on "vjernog muškarca", a ona "voljene žene", ali je pjevač bez obzira na to rastrgan sumnjom u samoga sebe. Ključni stih koji se nalazi pri kraju pjesme, "I wanna know if it's you I don't trust/Because I damn sure don't trust myself", sažima emocije koje se javljaju tijekom cijele pjesme, kao i tijekom cijelog drugog dijela albuma Tunnel of Love.
Sam Springsteen je napisao: "nakon '85. bilo mi je dosta te sam se okrenuo prema sebi kako bih pisao o muškarcima, ženama i ljubavi, stvarima koje su prije bile na periferiji moga rada."
Pjesma je kasnije objavljena na kompilacijskom albumu The Essential Bruce Springsteen.

## Videospot
Kao i neke druge spotove s albuma Tunnel of Love, uključujući "Tunnel of Love", "One Step Up" i "Tougher Than the Rest", spot za "Brilliant Disguise" režirao je Meiert Avis.
Spot za pjesmu efektno odražava njezine emocije. Pjevač sjedi neudobno na rubu stolice. Svira gitaru dok pjeva o tome što znači vjerovati nekome ravno u kameru, ne skrećući pogled. Ova iznimno osobna izvedba čini se teška za gledanje, ali efektno odražava teme pjesme.
Intenzivno osobni spot uveo je nove standarde na MTV-u jer je snimljen u jednom kadru, bez montaže, te korištenjem live vokala po prvi put u MTV-jevom spotu. Spot je bio nominiran za četiri MTV-jeve nagrade, uključujući video godine i, paradoksalno, najbolju montažu.
Kasnije je objavljen na VHS-u i DVD-u Video Anthology / 1978-88.

## Povijest koncertnih izvedbi
Usprkos osobnoj prirodi pjesme, ona je bila iznimno popularna na koncertima. Od Tunnel of Love Express Toura koji je promovirao izdanje albuma do srpnja 2005., pjesma je doživjela 184 koncertne izvedbe.

## Vanjske poveznice
- Stihovi "Brilliant Disguise"  Arhivirana inačica izvorne stranice od 22. siječnja 2009. (Wayback Machine) na službenoj stranici Brucea Springsteena